# Atascaderos
Atascaderos es una comunidad del extremo sur del estado de Chihuahua en México, forma parte del municipio de Guadalupe y Calvo.

## Localización y demografía
Atascaderos se encuentra situada en el extremo sur del estado de Chihuahua, siendo una de sus poblaciones más meridionales y localizada casi en el vértice trifinio de límites con los estados de Durango y Sinaloa. Asentado en lo profundo de la Sierra Madre Occidental y rodeada por una abrupta orografía, es una de las comunidades más aisladas del estado.
Sus coordenadas geográficas son 25°45′08″N 106°48′44″O / 25.75222, -106.81222 y se ubica a una altitud de 2 340 metros sobre el nivel del mar. Es —hasta 2020— el punto final en Chihuahua del sector asfaltado de la Carretera Federal 24, que continúa hacia el sur como un camino de terracería, comunicando a poblaciones de Durango y Sinaloa, como La Tuna. En la población se encuentra una de las pocas estaciones de servicio de gasolina en la región.
De acuerdo a los resultados del Censo de Población y Vivienda llevado a cabo en el año 2020 por el Instituto Nacional de Estadística y Geografía, Atascaderos tiene una población total de 1 039 habitantes, de los que 537 son mujeres y 502 son hombres.